# ديناكشي برياساد
ديناكشي برياساد وهي ممثلة من سريلانكا.

## روابط خارجية
- ديناكشي برياساد على موقع IMDb (الإنجليزية)